# Opferstein (Eisenberg)
Der Opferstein am Eisenberg ist ein Naturdenkmal am Südwesthang des Eisenbergs im Knüllgebirge in Nordhessen. Der Stein liegt in einer Kehre an der Kreisstraße 34 („Eisenbergstraße“) zwischen Willingshain und Raboldshausen, ca. 1,2 km nördlich von Willingshain und etwa 450 m südwestlich des Feriendorfs Eisenberg.

## Opferstein
Der Quarzsandsteinfels ist 3,5 m lang, 2 m breit und 1,4 m dick und quaderförmig. Der am Mischwaldrand liegende Fels wurde künstlich rundherum kreisförmig 0,5 m tief und 1 m breit kreisringförmig ausgegraben.  Wegen der auf seiner Oberfläche befindlichen Mulde und den fünf Rinnen (im Volksmund oft als „Blutrinnen“ bezeichnet) wird weithin vermutet, dass es sich um einen altgermanischen Opferstein handele. Eine Ausgrabung im Bereich des Steins, um eine prähistorische und rituelle Nutzung des Steins wissenschaftlich zu belegen, wurde allerdings bisher nicht vorgenommen. Für die vor allem im 19. und frühen 20. Jahrhundert weit verbreitete Vermutung, dass derartige Steine mit einem blutigen Opferkult und insbesondere mit Menschenopfern der Germanen verbunden seien, gibt es keine Belege.
Bei den Waldarbeitern der Umgebung diente der Stein als Rastplatz bei ihren Arbeitspausen. Heute ist er ein Wanderziel, gekennzeichnet durch ein hölzernes Hinweisschild. Der Wanderparkplatz „Röhnblick“ als Einstieg zum Eisenberg-Wanderweg befindet sich in der Nähe.

## Sage
Auch hier, wie bei vielen anderen großen Felsbrocken, gibt es die Sage vom Steinwurf eines erbosten Riesen. Ein Riese soll aus Wut über die Herren der Burg Herzberg versucht haben, den Stein von der Burg Wallenstein auf die Burg Herzberg zu werfen, um diese zu zerstören. Der Stein verfing sich aber in seinem Ärmel und fiel schon bei Willingshain zu Boden. Die fünf Rillen im Stein sollen von den Fingern des Riesen stammen.
Koordinaten: 50° 52′ 43,5″ N, 9° 30′ 23″ O